# Ematurga virilis
Ematurga virilis là một loài bướm đêm trong họ Geometridae.